# Chaunax endeavouri
Chaunax endeavouri är en fiskart som beskrevs av Gilbert Percy Whitley 1929. Chaunax endeavouri ingår i släktet Chaunax och familjen Chaunacidae. Inga underarter finns listade i Catalogue of Life.